# Alfa Doradus
Alfa Doradus (α Dor / HD 29305 / HR 1465) es la estrella más brillante de la constelación austral de Dorado, siendo su magnitud aparente +3,30. Se encuentra a 175 años luz de distancia del sistema solar.
Alfa Doradus es una estrella binaria cuyas componentes están visualmente separadas sólo unas décimas de segundos de arco.
Alfa Doradus A es una gigante blanca de tipo espectral A0IIIs con una luminosidad equivalente a 157 soles.
Tiene un radio 2,8 veces más grande que el del Sol y una masa 3 veces mayor que la masa solar.
Alfa Doradus B es una estrella subgigante de tipo espectral B9 cuyo radio es un 90% más grande que el radio solar.
Tiene una masa de 2,7 masas solares y una luminosidad 68 veces superior a la luminosidad solar.
La distancia que separa ambas estrellas oscila entre 1,9 UA y 17,5 UA debido a la acusada excentricidad de la órbita.
El período orbital de esta binaria es de 12,1 años.
Alfa Doradus A muestra un espectro peculiar especialmente rico en silicio.
Dicho elemento parece estar concentrado en una mancha magnética de la superficie estelar, lo cual permite conocer el período de rotación de la estrella (2,95 días).
En consecuencia, es una variable, del tipo Alfa2 Canum Venaticorum, cuyo brillo oscila entre magnitud +3,26 y +3,30.